# .5: The Gray Chapter
.5: The Gray Chapter (укр. «.5: Глава Грея») — п'ятий студійний альбом американського ню-метал гурту Slipknot. Він вийшов в Австралії, Бельгії та Нідерландах 17 жовтня 2014 року, у Великій Британії, 20 жовтня 2014 року і в Північній Америці 21 жовтня 2014. Це перший альбом гурту, записаний без участі басиста Пола Грея та ударника Джоуї Джордісона. Запис посів перше місце в Billboard 200 і вважається таким же успішним альбомом, як їхній дебютний альбом Slipknot. Альбом присвячений пам'яті Пола Ґрея.

## Список композицій
Автор музики і слів Slipknot. 
| #     | Назва                          | Тривалість |
| ----- | ------------------------------ | ---------- |
| 1.    | «XIX»                          | 3:10       |
| 2.    | «Sarcastrophe»                 | 5:06       |
| 3.    | «AOV»                          | 5:32       |
| 4.    | «The Devil in I»               | 5:42       |
| 5.    | «Killpop»                      | 3:45       |
| 6.    | «Skeptic»                      | 4:46       |
| 7.    | «Lech»                         | 4:50       |
| 8.    | «Goodbye»                      | 4:35       |
| 9.    | «Nomadic»                      | 4:18       |
| 10.   | «The One That Kills the Least» | 4:11       |
| 11.   | «Custer»                       | 4:14       |
| 12.   | «Be Prepared for Hell»         | 1:57       |
| 13.   | «The Negative One»             | 5:25       |
| 14.   | «If Rain Is What You Want»     | 6:20       |
| 63:51 |                                |            |

| Deluxe Edition | Deluxe Edition | Deluxe Edition |
| #              | Назва          | Тривалість     |
| -------------- | -------------- | -------------- |
| 15.            | «Override»     | 5:37           |
| 16.            | «The Burden»   | 5:23           |
| 17.            | «-Silent-»     | 2:00           |
| 18.            | «-Talk-»       | 6:19           |
| 19.            | «-Funny-»      | 1:28           |
| 84:38          |                |                |

## Учасники запису
Slipknot
- (#8) Корі Тейлор — вокал, бас-гітара
- (#7) Мік Томпсон — електрогітара, бас-гітара
- (#6) Шон Креєн — перкусія, бек-вокал, ударні
- (#5) Крейг "133" Джонс — семплінг, синтезатор
- (#4) Джеймс Рут — електрогітара, бас-гітара
- (#3) Кріс Фен –перкусія, бек-вокал
- (#0) Сід Вілсон — діджей
- Донні Стілі — бас-гітара
- Джей Вайнберг — ударні

Технічні працівники
- Грег Фідельман — продюсер
- Джо Баррес — аудіо змішування
- Владо Меллер — мастеринг

## Сертифікації
| Регіон | Сертифікація | Продажі |
| --- | ------------ | ------- |
| Австралія (ARIA) | Золотий      | 35 000^ |
| Австрія (IFPI Austria) | Золотий      | 7500*   |
| Канада (Music Canada) | Платиновий   | 80 000  |
| Німеччина (BVMI) | Золотий      | 100 000 |
| Угорщина (Mahasz) | Золотий      | 1000^   |
| Норвегія (IFPI Norway) | Золотий      | 10 000* |
| Польща (ZPAV) | Золотий      | 10 000  |
| Велика Британія (BPI) | Золотий      | 100 000 |
| США (RIAA) | Золотий      | 500 000 |
| *продажі, що базуються лише на сертифікаціях · ^відвантаження, що базуються лише на сертифікаціях · продажі+прослуховування, що базуються лише на сертифікаціях |              |         |